# Artoria ulrichi
Artoria ulrichi Framenau, 2002 è un ragno appartenente alla famiglia Lycosidae.

## Etimologia
Il nome proprio della specie è in onore di Ulrich Framenau, padre del descrittore, in riconoscimento del sostegno prestato durante gli studi sull'ecologia e la tassonomia dei licosidi australiani.

## Caratteristiche
Questa specie è molto simile a A. lineata e A. quadrata. Per il riconoscimento va segnalato che l'apofisi mediana di A. quadrata è di forma pressoché rettangolare, mentre quelle di A. ulrichi e di A. lineata sono di forma ovale; inoltre ponendo i pedipalpi in vista ventrale, le punte a forma di E e l'apofisi tegolare sono nascosti dal tegulum e non visibili in A. ulrichi, mentre sono ben visibili in A. lineata.
I maschi hanno una lunghezza totale di 5,1 millimetri; il cefalotorace misura 2,7 millimetri di lunghezza e 2,0 di larghezza.
Le femmine hanno una lunghezza totale di 6,3 millimetri; il cefalotorace misura 3,25 millimetri di lunghezza e 2,25 di larghezza.

## Distribuzione
La specie è stata reperita nell'Australia sudorientale: presso la località di Gerringong Scalloway, nello stato di Nuovo Galles del Sud il 18 novembre 1986 è stato rinvenuto l'olotipo maschile; altri esemplari sono stati reperiti nello stato di Victoria (sulle Otway Ranges nei pressi di Wyelangta).

## Tassonomia
Al 2016 non sono note sottospecie e dal 2002 non sono stati esaminati nuovi esemplari.